# Dobro prawne
Dobro prawne – termin używany w prawoznawstwie, a zwłaszcza w nauce prawa karnego, oznaczający dobro materialne lub niematerialne, które jest pozytywnie wartościowane społecznie, a przez to chronione prawem.
Dobrami prawnymi będą zatem m.in.:
- przedmioty – np. budynki użyteczności publicznej, infrastruktura służąca społeczności lokalnej lub przynajmniej jej części,
- wartości – np. wolność, która jest jedną z najwyżej cenionych wartości w cywilizacji zachodniej,
- idee – np. idea demokratycznego państwa prawa, która jest w wielu krajach gwarantowana przez ich najwyższe prawa (konstytucje, ustawy),
- stosunki społeczne – np. patriarchalizm w kulturach islamskich,

## Dobra prawne w prawie karnym
Dobra prawne są w karnistyce pozaprawnymi elementami odniesienia, których ochrona uzasadnia interwencje państwa (w postaci norm prawa publicznego i egzekwującego go aparatu państwowego) w stosunki społeczne. Jednocześnie dobra prawne pełnią funkcję delimitującą (wyznaczają granicę) ingerencji państwa.
Zatem państwo może ingerować, w postaci przepisów karnych, jedynie tam, gdzie zagrożone są dobra prawne. Będą nimi na pewno życie każdego członka społeczeństwa, jednak życie poszczególnych jednostek może być niekiedy wartościowane niepozytywnie, a nawet negatywnie – stąd też bierze się społeczne przyzwolenie na wykonywanie kary śmierci w stosunku do najbardziej niebezpiecznych przestępców.

### Funkcja pojęcia dobra prawnego
Dzięki abstrakcyjnemu pojęciu dobra prawnego, ustawodawcy tworzący prawo karne mogą próbować odpowiedzieć sobie na pytanie – co i dlaczego powinniśmy chronić zakazami i sankcjami grożącymi za ich złamanie?